# Filip Lukic
Filip Lukic (* 14. Mai 2006) ist ein österreichischer Fußballspieler.

## Karriere
Lukic begann seine Karriere bei der SV Schwechat. Im September 2014 wechselte er in die Jugend des FK Austria Wien, bei dem er ab der Saison 2020/21 auch sämtliche Altersstufen in der Akademie durchlief. Zur Saison 2024/25 rückte er in den Kader der Amateure der Wiener. Sein Debüt in der Regionalliga gab er im Oktober 2024. In der Saison 2024/25 absolvierte er 16 Partien, mit den Young Violets stieg er in die 2. Liga auf.
Sein Debüt in der 2. Liga gab Lukic im August 2025, als er am ersten Spieltag der Saison 2025/26 gegen den SKN St. Pölten in der 87. Minute für Romeo Mörth eingewechselt wurde.